# Communauté d’agglomération Luberon Monts de Vaucluse
Die Communauté d’agglomération Luberon Monts de Vaucluse ist ein französischer Gemeindeverband mit der Rechtsform einer Communauté d’agglomération im Département Vaucluse in der Region Provence-Alpes-Côte d’Azur. Sie wurde am 1. Januar 2014 gegründet und umfasst aktuelle 16 Gemeinden. Der Verwaltungssitz befindet sich im Ort Cavaillon.

## Historische Entwicklung
Der Gemeindeverband entstand 2014 als Communaute de communes Luberon Monts de Vaucluse durch die Fusion der Vorgängerorganisationen
- Communauté de communes Provence-Luberon-Durance und
- Communauté de communes de Coustellet.

Mit Wirkung vom 1. Januar 2017 wurde der Verband um fünf Gemeinden aus der aufgelösten Communauté de communes des Portes du Luberon erweitert und in den Rang einer Communauté d’agglomération erhoben.

## Mitgliedsgemeinden
| Gemeinde                                             | Einwohner 1. Januar 2022 | Fläche km² | Dichte Einw./km² | Code INSEE | Postleitzahl |
| ---------------------------------------------------- | ------------------------ | ---------- | ---------------- | ---------- | ------------ |
| Beaumettes                                           | 308                      | 2,59       | 119              | 84013      | 84220        |
| Cabrières-d’Avignon                                  | 1.741                    | 14,68      | 119              | 84025      | 84220        |
| Cavaillon                                            | 25.890                   | 45,96      | 563              | 84035      | 84300        |
| Cheval-Blanc                                         | 4.340                    | 58,56      | 74               | 84038      | 84460        |
| Gordes                                               | 1.664                    | 48,04      | 35               | 84050      | 84220        |
| Lagnes                                               | 1.707                    | 16,93      | 101              | 84062      | 84800        |
| Lauris                                               | 3.929                    | 21,81      | 180              | 84065      | 84360        |
| Lourmarin                                            | 1.031                    | 20,18      | 51               | 84068      | 84160        |
| Maubec                                               | 1.915                    | 9,13       | 210              | 84071      | 84660        |
| Mérindol                                             | 2.273                    | 26,59      | 85               | 84074      | 84360        |
| Oppède                                               | 1.285                    | 24,10      | 53               | 84086      | 84580        |
| Puget                                                | 881                      | 17,90      | 49               | 84093      | 84360        |
| Puyvert                                              | 842                      | 9,78       | 86               | 84095      | 84160        |
| Robion                                               | 4.803                    | 17,70      | 271              | 84099      | 84440        |
| Taillades                                            | 1.998                    | 6,86       | 291              | 84131      | 84300        |
| Vaugines                                             | 556                      | 15,55      | 36               | 84140      | 84160        |
| Communauté d’agglomération Luberon Monts de Vaucluse | 55.163                   | 356,36     | 155              | –          | –            |